# Kreuzbein

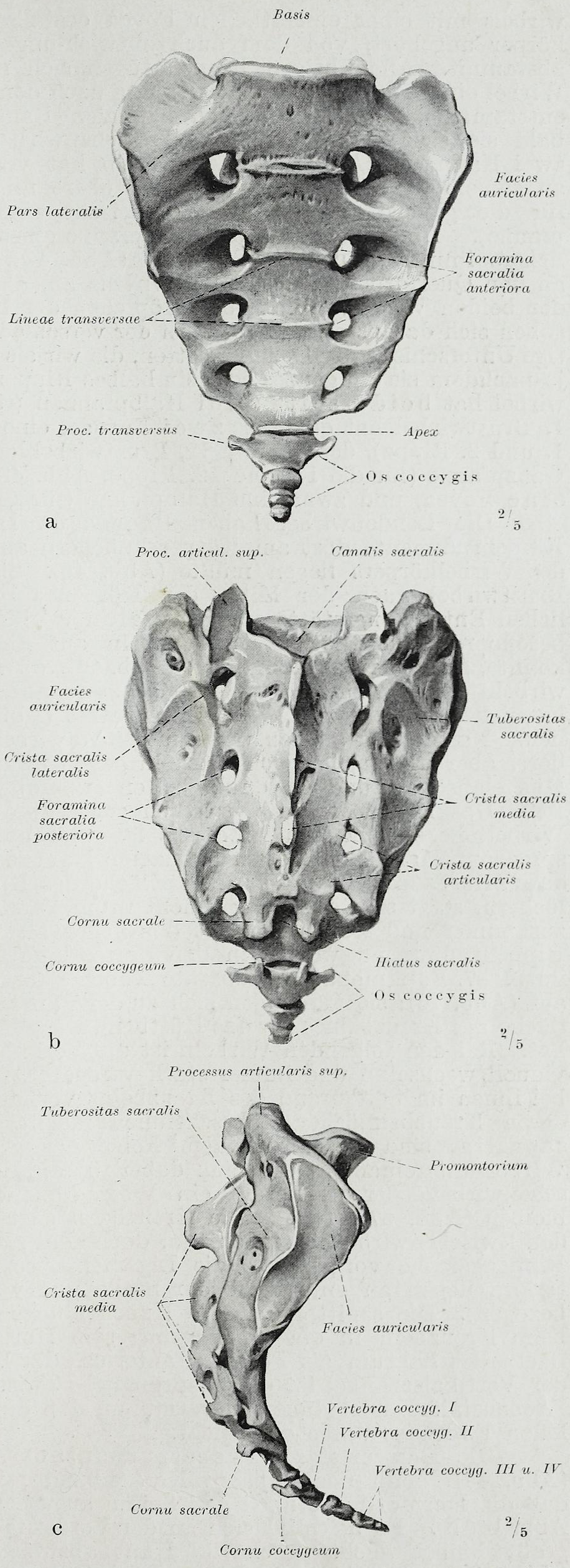
Kreuzbein und Steißbein, Anatomie des Menschen, Braus 1921

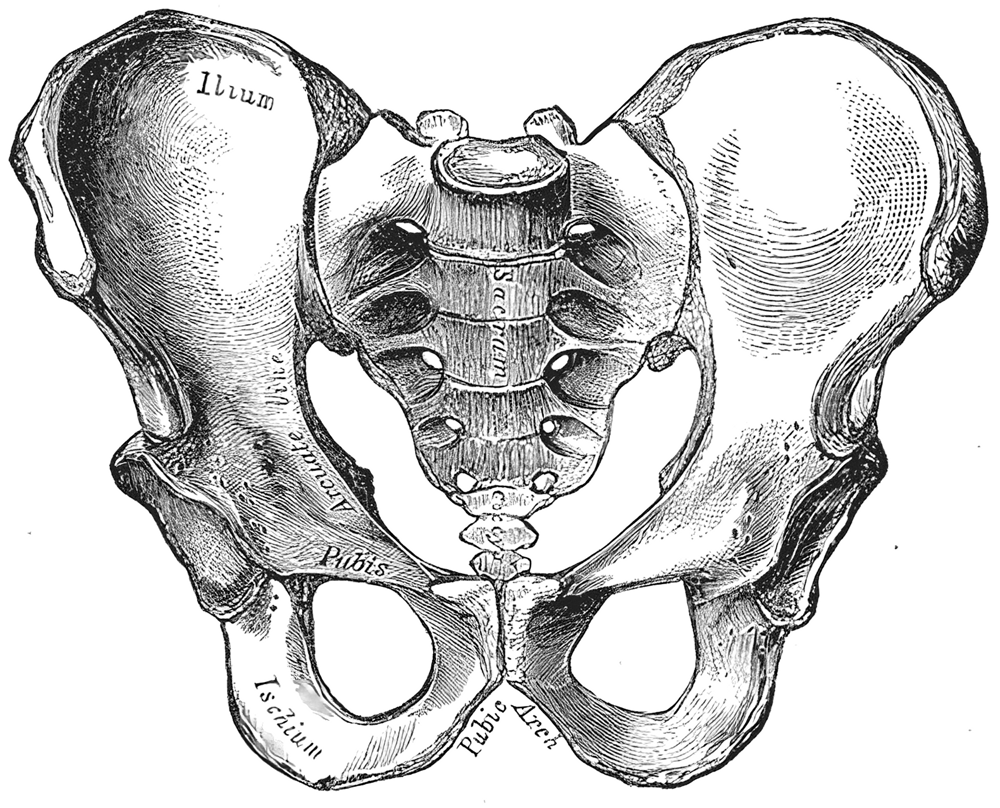
Kreuzbein und Becken eines Mannes von vorn.

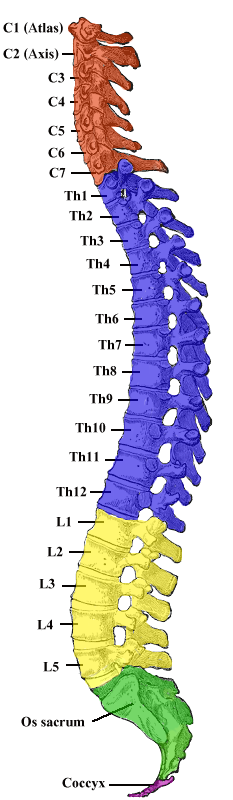
Wirbelsäule des Menschen, Kreuzbein grün

Das Kreuzbein (lateinisch Os sacrum, genannt auch Sakrum) ist ein Knochen der Landwirbeltiere. Beim erwachsenen Menschen ist es in etwa keilförmig. Es entwickelt sich durch Verschmelzung (Synostose) aus den ursprünglich einzelnen, zusammenwachsenden Wirbeln, den Kreuzwirbeln (Sakralwirbel). Beim Heranwachsenden findet diese Verschmelzung (vorher ein knorpeliger Verbund) bis zum Ende der Wachstumsphase statt. Das Kreuzbein umschließt den hinteren Abschnitt des Wirbelkanals und bildet mit beiden Hüftbeinen den Beckengürtel. Kaudal (schwanzwärts) – also bei Tieren nach hinten und beim Menschen nach unten – schließt sich das Steißbein (Os coccygis) bzw. die Schwanzwirbelsäule an. Das Kreuzbein-Steißbein-Gelenk kann auch als Knorpelhaft ausgebildet sein und ab einem Alter von 30 Jahren verknöchern.

## Wirbelzahl
Die Anzahl der verwachsenen Wirbel variiert innerhalb der Säugetiere zwischen drei (z. B. Hunde) und fünf (Mensch, Pferde). Die einzelnen Wirbel sind durch Verwachsungslinien (Lineae transversae) noch zu erkennen.
Bei wenigen Menschen ist der obere ursprüngliche Kreuzbeinwirbel (S1) nicht wie üblich mit den anderen Kreuzbeinwirbeln verwachsen (Lumbalisation). So scheinen diese Menschen sechs Lendenwirbel anstatt fünf zu haben. Dies hat auf jeden Fall eine größere Beweglichkeit der Wirbelsäule zur Folge und kann eine geringere Belastbarkeit der Wirbelsäule bedeuten, führt aber in der Regel nicht zu Beschwerden. In anderen Fällen ist der 5. Lendenwirbel ganz oder teilweise mit dem Kreuzbein verwachsen (Sakralisation). Dies kann eine Skoliose und neurologische Schäden durch Verengung des Zwischenwirbellochs auslösen.

## Austretende Nerven
Die aus dem Kreuzbein austretenden Spinalnerven bilden zusammen mit Anteilen der aus den unteren Lendenwirbeln austretenden Nerven ein Geflecht – den Plexus lumbosacralis. Aus diesem Geflecht bilden sich Nerven, die vor allem das Becken und die Beine versorgen.

## Anatomie
Das Kreuzbein besitzt trotz der Verschmelzung immer noch alle Grundcharakteristika der Wirbel.
Die ehemaligen Dornfortsätze bilden einen artlich in der Höhe differierenden Kamm, die Crista sacralis mediana. Lediglich bei Pferden bleiben gewöhnlich die einzelnen, sehr langen Dornfortsätze (Processus spinosi) isoliert.
Nach oben (bei Tieren vorn) liegt auf einem kleinen Fortsatz (Processus articularis cranialis) beidseitig je eine Gelenkfläche zum letzten Lendenwirbel. Die übrigen Gelenkfortsätze bilden bei einigen Arten (z. B. Mensch, Wiederkäuer) eine leistenartige Erhöhung (Crista sacralis intermedia).
Die Querfortsätze bilden bei allen Säugetieren eine breite Platte, die Pars lateralis („Seitenteil“). Der vordere Teil des Seitenteils ist bei Tieren zum Kreuzbeinflügel (Ala ossis sacri) vergrößert. Hier liegt bei allen Säugetieren (einschließlich Mensch) beidseitig eine ohrförmige Gelenkfläche (Facies auricularis), die mit der gleichnamigen Gelenkfläche des Darmbeins das jeweilige Iliosakralgelenk (Kreuz-Darmbein-Gelenk) bildet. Sie befestigen das Becken am Rumpf. Die Seitenkante der Pars lateralis wird als Crista sacralis lateralis bezeichnet.
Die Pars lateralis teilt die Öffnungen für die Rückenmarksnerven. So finden sich jeweils rückenseitig davon die Foramina sacralia posteriora (Tiere: Foramina sacralia dorsalia), die den Dorsalästen der sakralen Rückenmarksnerven zum Austritt dienen, und beckenwärts die Foramina sacralia anteriora (Tiere: Foramina sacralia pelvina) für die entsprechenden Ventraläste.
An der Unterseite gibt es am Vorderende des Kreuzbeins eine Erhebung, die als Promontorium (lateinisch für ‚Vorgebirge‘) bezeichnet wird. Es ist Teil der Linea terminalis.

## Besonderheiten
Als Sacrum arcuatum wird ein besonders stark gebogenes Kreuzbein bezeichnet. 

## Bewegungsmöglichkeiten
Die Bewegung des Os sacrum wird als Nutation bzw. Gegennutation bezeichnet. Hierbei verlagert sich das Promontorium nach ventrokaudal (nach unten und vorn) und die untere Fläche (Apex ossis sacri), an die sich das Steißbein (Os coccygis) anschließt, nach dorsokranial (nach hinten und oben). So kommt es im Kreuzbein-Darmbein-Gelenk (Iliosakralgelenk) nicht nur zu einer Rotation, sondern auch zu einer Verschiebung der Flächen gegeneinander. 
In der Cranio-Sacral-Therapie werden mehrere Bewegungsachsen postuliert, die obere transversale Achse (OTA), die mittlere transversale Achse (MTA) – Nutation und Gegennutation –, die untere transversale Achse (UTA), eine cranio-caudale Achse und eine rechte und linke diagonale Achse.